# 雅罗斯瓦夫
雅罗斯瓦夫（波蘭語：Jarosław，發音：[jaˈrɔswaf] ⓘ，羅馬化：Yaroslav，發音：[jɐˈrɔsɫɐu̯]）是波兰喀尔巴阡山省的一个镇，也是雅罗斯瓦夫县的县治所在。

## 历史
雅罗斯瓦夫于11世纪由乌克兰大公智者雅罗斯拉夫建立。1375年，波兰大公奥波莱的瓦迪斯瓦夫授予其马格德堡权利。
作为桑河畔的贸易中心和港口城市，雅罗斯瓦夫得到了快速发展，在16世纪和17世纪到达了繁荣的顶点。西里西亚与魯塞尼亞和格但斯克与匈牙利之间的贸易路线均穿越雅罗斯瓦夫，每年的圣母升天日都有大量来自西班牙、英国、芬兰、亚美尼亚和波斯的商人汇聚这里。1574年，雅罗斯瓦夫建立了一所耶稣会学院。
1590年代，来自奥斯曼帝国的鞑靼人占领了雅罗斯瓦夫周边地区，虽然他们一直无法攻破城市的防御，但却严重削弱了城市的经济实力。而1620年代暴发的腺鼠疫和1655年到1660年之间发生的波兰-瑞典战争进一步影响到雅罗斯瓦夫的重要性。在1700年-1721年的大北方战争中，雅罗斯瓦夫被俄罗斯帝国、萨克森和瑞典帝国的军队轮番侵占，城市实力进一步被削弱。
自1772年波兰第一次瓜分后，雅罗斯瓦夫一直处于奥地利的统治之下，直至1918年波兰获得独立。

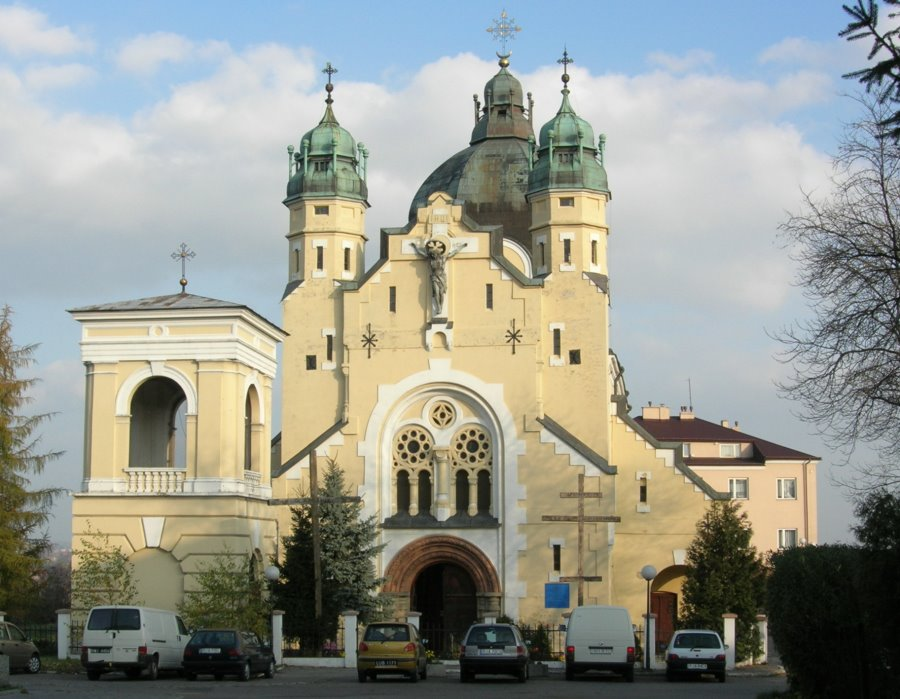
希腊天主教堂

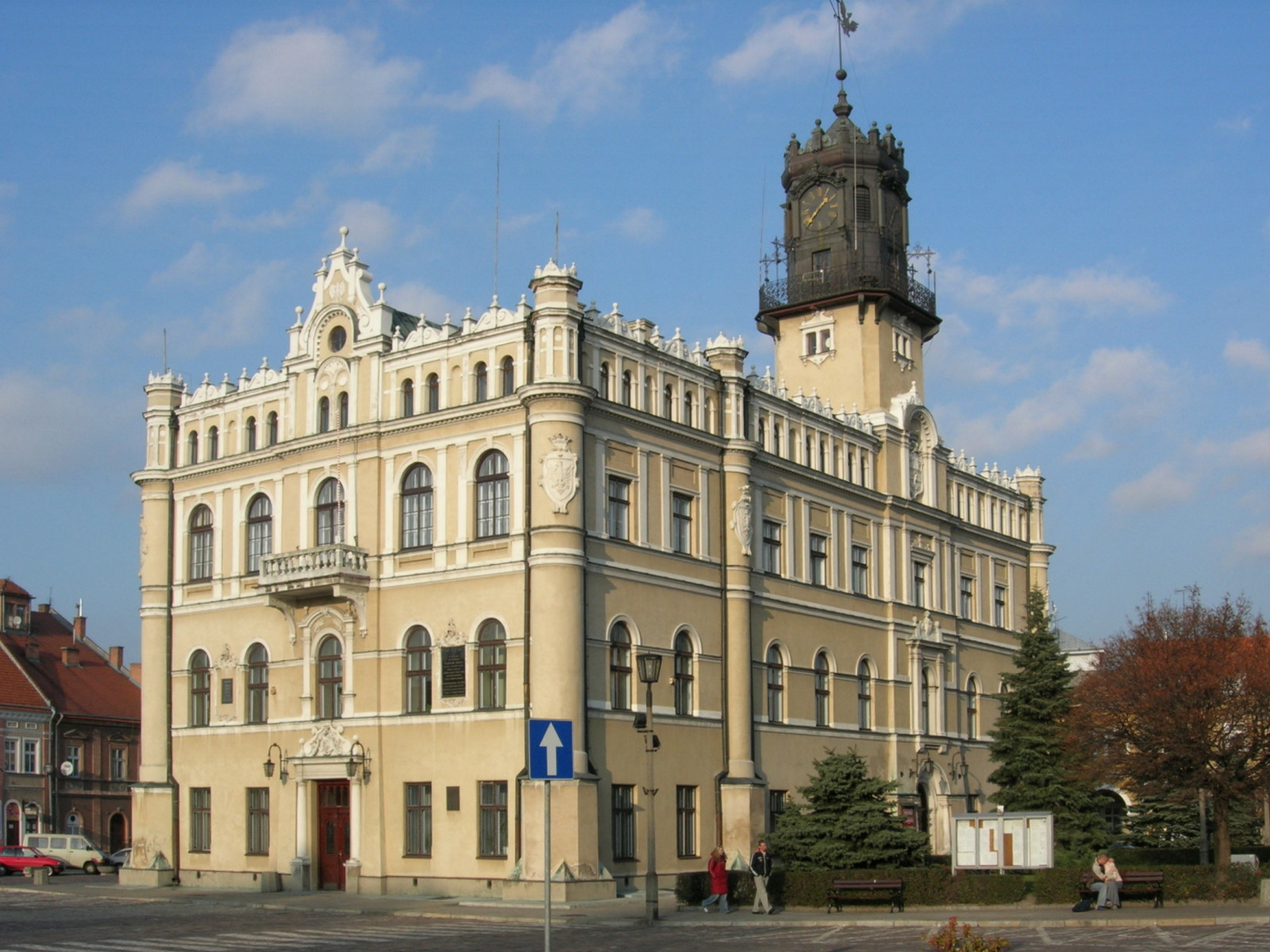
市政厅

## 友好城市
- 斯洛伐克米哈洛夫采
- 法国奥朗日
- 德国丁格尔施泰特
- 捷克维什科夫
- 乌克兰乌日霍罗德
- 斯洛伐克胡门内
- 乌克兰亚沃利夫
- 德国易北河畔舍讷贝克